# Oddział partyzancki Armii Krajowej „Henryk”
Oddział partyzancki „Henryk” – dowodzony przez Henryka Furmańczyka „lotniczy” oddział partyzancki Armii Krajowej utworzony w kwietniu 1944 r. na terenie Okręgu Łódź Armii Krajowej.

## Historia oddziału

### Działalność oddziału od kwietnia do sierpnia 1944r.
W końcu 1943 r. do Piotrkowa Trybunalskiego przybył, zbiegły z aresztu Gestapo, były zastępcą dowódcy grupy wywiadu i kontrwywiadu wojskowego w Obwodzie AK Częstochowa ppor. pilot Henryk Furmańczyk, ps. „Henryk”. Dowództwo Okręgu AK Łódź wyznaczyło mu nowe zadanie – wraz z plut. Tadeuszem Płazą, ps. „Ignac” mieli szkolić miejscowe grupy dywersyjno-bojowe w zakresie obrony przeciwlotniczej i radiolokacyjnej. Pierwszą szkoloną grupą (marzec 1944) był oddział partyzancki Armii Krajowej „Błysk”.
W kwietniu 1944 roku Henryk Furmańczyk otrzymał od inspektoratu piotrkowskiego AK polecenie utworzenia partyzanckiego oddziału do przejmowania zrzutów lotniczych. Ochotników do nowego oddziału pozyskiwał z grup częstochowskiego Kedywu oraz z okolic Piotrkowa Trybunalskiego i Opoczna. Za datę utworzenia oddziału lotniczego „Henryka” przyjmuje się dzień 26 kwietnia 1944 r. Początkowo oddział liczył około 40 żołnierzy i stacjonował w okolicach wsi Górki Niemojowskie. Dowódcą został podporucznik Henryk Furmańczyk, a zastępcą jego brat Wacław, ps. „Wacław”. Do zadań oddziału należało szkolenie innych grup partyzantów w zakresie przejmowania zrzutów lotniczych, obrony przeciwlotniczej i opanowywania lotnisk w przyszłym powszechnym powstaniu.
Oddział „Henryka” często przebywał w lasach w okolicach Białaczowa. Miejscowa ludność w przeważającej części była w stosunku do partyzantów nastawiona życzliwie. Pomagano im między innymi w reperacji obuwia, praniu bielizny i umundurowania oraz opatrywaniu ran. Udzielano im schronienia w domach. Młodzi ludzie z pobliskich miejscowości wstępowali również w szeregi oddziału na ochotnika. Przy zwiększającej się liczbie partyzantów w oddziale zaczynało brakować bielizny, butów i mundurów. W celu pozyskania brakującej odzieży wiosną 1944 r. partyzanci z oddziału „Henryka” zorganizowali i przeprowadzili z powodzeniem brawurową wyprawę na magazyn służby budowlanej (Baudienst) w Opocznie.
W czerwcu 1944 r. żołnierze z oddziału „Henryka” zorganizowali pogrzeb partyzantów z oddziału AK „Błysk”, którzy zostali zabici przez Niemców w potyczce w Łubach Sobieńskich. Pozostali przy życiu członkowie zlikwidowanego oddziału „Błysk” zostali wcieleni do oddziału „Henryka”.
25 czerwca 1944 r. partyzanci z połączonych oddziałów „Henryk” i „Wicher” urządzili w okolicach nieistniejącej już wsi Stefanów w lasach przysuskich zasadzkę na niemieckich żandarmów. Niemcy w tej potyczce stracili 4 żołnierzy, natomiast z oddziału „Henryka” poległ partyzant „Ciepły” – Henryk Maćkowski.
W dniu 31 lipca 1944 r. zorganizowano akcję na stacji kolejowej w Petrykozach. Zatrzymano niemiecki pociąg urlopowy. W toku walki, jaka się wywiązała, zginęło 6 żołnierzy wroga, a 8 zostało rannych. Po stronie partyzantów zginął jeden żołnierz (podchorąży Bronisław Rudzki, ps. „Prawdzic”), a dwóch zostało rannych. W wyniku akcji zdobyto broń, amunicję, granaty i oprzyrządowanie. Z kolei w potyczce z żandarmami niemieckimi w gajówce Kowalów zginęło dwóch partyzantów: kapral podchorąży „Czachowski” i plutonowy „Próchno”.

### Działalność oddziału od sierpnia do listopada 1944r. w ramach 25 pułku piechoty Armii Krajowej
W drugiej połowie lipca 1944 r. w związku ze zbliżaniem się wojsk sowieckich do linii Wisły inspektor piotrkowski, major Stanisław Pawłowski „Powała”, zarządził koncentrację wszystkich podległych mu oddziałów partyzanckich w lasach w okolicy wsi Barkowice Mokre. W ten sposób zmobilizowano około 550 żołnierzy, z których powstał I batalion 25 pułku piechoty Armii Krajowej. Początek koncentracji został wyznaczony na dzień 20 lipca 1944. Oddział „Henryk” dołączył dopiero 9 sierpnia jako jeden z ostatnich, kiedy batalion był w lasach niedaleko miejscowości Małe Końskie (według innych źródeł oddział dołączył dopiero 12 sierpnia we wsi Widuch). Liczył wtedy około 70 uzbrojonych i umundurowanych żołnierzy. Początkowo oddział „lotniczy” Henryka Furmańczyka wchodził w skład III plutonu, 1. kompanii, I batalionu 25 pp AK. Pod koniec sierpnia 1944 pułk został przeorganizowany i w miejsce batalionu utworzono 5 kompanii. Żołnierze „Henryka” weszli w skład 3. kompanii, której dowódcą został sam Henryk Furmańczyk.
Działając w strukturach 25 pułku piechoty AK trzecia kompania brała udział w wielu akcjach i potyczkach z niemieckimi żandarmami i żołnierzami.
- W dniu 6 września 1944 r. partyzanci brali udział w boju z Niemcami w lasach przysuskich. W wyniku tej akcji nieprzyjaciel stracił 18 żołnierzy. Po stronie polskiej nie zginął żaden z partyzantów.
- 26 września 1944 r. w ramach operacji „Waldkater” siły niemieckie w liczbie około 1200 żołnierzy i żandarmów zaatakowały w lasach przysuskich połączone siły 25 i 72 pułku piechoty Armii Krajowej. W wyniku wielogodzinnej walki operacja „Waldkater” zakończyła się fiaskiem. Niemcy stracili 140 zabitych oraz około 230 rannych. Po polskiej stronie zginęło 10 partyzantów, 20 było rannych, a sześciu zaginęło[16].
- W nocy z 27 na 28 września 1944 r. w odwecie za operację „Waldkater” partyzanci z 25 pp oraz 72 pp AK (w sumie około 600 żołnierzy) przeprowadzili akcję mającą na celu zniszczenie posterunku żandarmerii w Przysusze. Po kilkugodzinnej walce partyzantom nie udało się osiągnąć głównego celu akcji. Bunkier przy posterunku żandarmerii pozostał niezdobyty. Po stronie niemieckiej zginęło około 60 żandarmów. Po stronie polskiej zginęło 2 partyzantów, a 7 zostało rannych. Zdobyto żywność i broń. Podkomendni „Henryka” nie brali aktywnego udziału w walce, ponieważ 3. kompania osłaniała punkt dowodzenia majora „Leśniaka” i stanowiła odwody całej akcji [17].
- W dniach 6–7 października 1944 r. żołnierze „Henryka” mający odebrać zrzut broni i umundurowania w lasach przysuskich[18] zostali zaatakowani przez przeważające siły nieprzyjaciela. Z powodu dużej przewagi wroga partyzanci nie podjęli walki i wycofali się bez strat, dołączając do pozostałych kompanii pułku w okolicach wsi Widuch[19].
- 23 października 1944 r. Niemcy otoczyli 25 pułk piechoty Armii Krajowej w okolicach wsi Myślibórz, Tomaszów i Ruszenice. Z powodu dużej przewagi wroga partyzanci wycofali się do wsi Górki Niemojowskie[20].
- 27 października 1944 r. w okolicach wsi Biały Ług partyzanci z 25 pp AK odparli atak około 2500 żołnierzy niemieckich z SS i Wehrmachtu. W wielogodzinnym boju Niemcy stracili ok. 140 żołnierzy (40 zabitych i 100 utopionych w bagnie). Po stronie polskiej zginęło 8 partyzantów[21].
- 4 listopada 1944 r. około 800 żołnierzy 25 pp AK przełamało pierścień obławy niemieckiej w lasach przysuskich w okolicy leśniczówki Huta. W całodniowym boju poległo około 20 partyzantów w tym zastępca dowódcy pułku – major Bronisław Lewkowicz ps. „Kurs”. Około 30 żołnierzy zostało rannych. Straty niemieckie w walce koło leśniczówki Huta oszacowano na około 100 poległych żołnierzy[22].
- 5 listopada 1944 r. odpoczywający we wsi Boków partyzanci zostali zaskoczeni przez przeważające liczebnie oddziały niemieckie. 25 pp AK wycofała się w kierunku południowo-zachodnim. Straty własne wyniosły 10 zabitych i 50 rannych[23]. Przez kilka następnych dni żołnierze uciekali przed ścigającymi ich oddziałami niemieckimi. Między wsiami Brody i Wincentów na skutek zamieszania około 250 żołnierzy zgubiło się lub rozproszyło w lasach koneckich. Część z tych osób poległa, wielu odniosło rany, pewna grupa trafiła do niewoli i do więzień. Była to wielka klęska pułku poniesiona bez żadnej walki, ponieważ nieprzyjaciel nie znajdował się w bezpośrednim kontakcie z partyzantami. 9 listopada kolumna doszła do Górek Niemojowskich, gdzie mogła wreszcie spokojnie odpocząć. Na dzień 9 listopada stan pułku wynosił około 300 osób[24].

### Działalność oddziału od listopada 1944r. do stycznia 1945r.
9 listopada 1944 r. podjęto decyzję o rozformowaniu 25 pułku piechoty AK. Od tej chwili walki z okupantem miały być ponownie prowadzone przez mniejsze grupy partyzanckie. Oddział „Henryka” pozostał na obszarze powiatu opoczyńskiego, gdzie w ciągu listopada i grudnia staczał potyczki na Ziemi Opoczyńskiej, Koneckiej i w lasach przysuskich. Na przykład 26 grudnia został otoczony przez nieprzyjaciela pod wsią Stara Wolica, ale żołnierzom udało się wyrwać z okrążenia. 10 stycznia 1945 r. w okolicach Mniszkowa „Henrykowcy” natknęli się na sowiecki oddział spadochronowy Gromowa. Przez pewien czas żołnierze obu armii przebywali w sąsiedztwie i informowali się wzajemnie o ruchach niemieckich oddziałów.
Oddział Lotniczy „Henryka” brał również aktywny udział w walkach o wyzwolenie Opoczna. W dniu 18 stycznia 1945 r. przedarł się przez front, a następnego dnia wspólnie z oddziałami sowieckimi stoczył bój z jednostkami niemieckimi. Do niewoli wzięto około 300 niemieckich jeńców. Z kolei 20 stycznia 1945 r. udaremnił przebicie się żołnierzy niemieckich przez Opoczno. Po zajęciu ziemi opoczyńskiej przez wojska sowieckie oddział „Henryka” został rozwiązany.

## Skład oddziału
Funkcję dowódcy oddziału przez cały okres jego istnienia pełnił podporucznik, a potem kapitan pilot Henryk Furmańczyk, ps. „Henryk”. Na zastępcę dowódcy wyznaczył swojego brata Wacława Furmańczyka, ps. „Wacław”. W czasie, gdy oddział walczył w ramach 25 pp AK, Henryk Furmańczyk pełnił kolejno funkcje dowódcy III plutonu 1. kompanii, IV plutonu 3. kompanii, a na koniec dowódcy 3. kompanii I batalionu. W różnych okresach w szeregach oddziału walczyło od kilkudziesięciu do ponad stu żołnierzy. Początkowo było ich około 40. W sierpniu 1944 r. do oddziału należało około 70 partyzantów. Poniżej podano niepełny skład oddziału:
| Pseudonim    | Imię i nazwisko           | Funkcja/informacja                    |
| ------------ | ------------------------- | ------------------------------------- |
| Andrzej      | Andrzej Kierznowski       |                                       |
| Azja         | Tadeusz Stejskałł         |                                       |
| Barabasz     | NN                        |                                       |
| Baśka        | NN                        |                                       |
| Biały        | Henryk Mieszkowski        | st. wachmistrz                        |
| Błysk        | Tadeusz Stanisławski      |                                       |
| Bor          | Marian Daniecki           | plut.                                 |
| Bratek       | Stanisław Knapik          |                                       |
| Brodzicz     | Aleksander Gurski         | ppor.                                 |
| Bruno        | Zdzisław Krawczyński      |                                       |
| Ciepły       | Henryk Maćkowski          | zginął 25 VI 1944                     |
| Czachowski   | NN                        | kpr. podch., zginął w gajówce Kowalów |
| Drucik       | NN                        |                                       |
| Dzidek       | Zdzisław Rychwalik        |                                       |
| Dzięcioł     | NN                        |                                       |
| Dziki        | Zygmunt Skoczylas         |                                       |
| Dziki II     | Mirosław Lewandowski      | kpr.                                  |
| Dziki III    | NN                        |                                       |
| Emil         | NN                        | kpr.                                  |
| Grek         | Henryk Kozłowski          |                                       |
| Gruby        | Wiesław Lipiński          |                                       |
| Grudka       | Jan Podgrodzki            |                                       |
| Grzmot       | Ryszard Skrzypusiński     |                                       |
| Ignac        | Tadeusz Płaza             | plut.                                 |
| Igor         | Henryk Kwiatkowski        |                                       |
| Jurek, Negus | Ryszard Białecki          |                                       |
| Jastrząb     | Stanisław Ślifirski       |                                       |
| Jędrek       | Andrzej Drobik            |                                       |
| Jodła        | NN                        |                                       |
| Kilof        | Marcin Robert Lutyński    |                                       |
| Kogucik      | NN                        |                                       |
| Korczak      | Stanisław Pałuba          |                                       |
| Kowadło      | Marian Kaliński           |                                       |
| Kowal, Koral | Józef Szczegielniak       |                                       |
| Kozak        | Władysław Zaleski         |                                       |
| Królewiak    | Aleksander Królikowski    |                                       |
| Kujawiak     | Wiesław Gronowski         |                                       |
| Kukułka      | Adam Magas                |                                       |
| Kula         | Jerzy Borowicz            |                                       |
| Kurs         | Stanisław Lewkowicz       | mjr lotnik                            |
| Krzyś        | Augustyn Zawada           |                                       |
| Leniek       | Stanisław Lesiak          |                                       |
| Leser        | NN                        |                                       |
| Leszek       | Jan Lesiak                |                                       |
| Marian       | Marian Tkacz              |                                       |
| Marian       | Marian Baranowicz         | ppor.                                 |
| Miłosz       | Jerzy Pałuba              |                                       |
| Mściciel     | Marian Tomczyk            |                                       |
| Orkan        | Zbigniew Bogusławski      | kpr. podch.                           |
| Oset         | NN                        | plut.                                 |
| Oskar        | Stanisław Janik           |                                       |
| Ostroga      | Stanisław Jasiński        | st. wachmistrz                        |
| Płomień      | NN                        | kpr. podch.                           |
| Pobóg        | Czesław Gurski            |                                       |
| Prawdzic     | Bronisław Rudzki          | zginął 31 VII 1944                    |
| Próchno      | NN                        | plut., zginął w gajówce Kowalów       |
| Pszeniczka   | Jerzy Lipiński            |                                       |
| Rak          | Mieczysław Cuglewski      |                                       |
| Robak        | Mieczysław Liszaj         |                                       |
| Rysiek       | Ryszard Małek             |                                       |
| Ryba         | Jadwiga Ossomańska        |                                       |
| Semen        | Andrzej Korbach           |                                       |
| Serdel       | NN (prawdopodobnie Mijal) |                                       |
| Sęp          | Sylwester Owczarek        | sierż.                                |
| Skała        | Wacław Śpiewak            |                                       |
| Sokół        | Bronisław Krzysztofik     |                                       |
| Sowa         | Tadeusz Młyńczyk          |                                       |
| Soplica      | NN                        | wachmistrz                            |
| Styk         | NN                        | st. wachmistrz                        |
| Sum          | Wacław Michałowski        |                                       |
| Szarota      | NN                        |                                       |
| Szczęsny     | Stanisław Kinderman       | kpr. podch./ppor.                     |
| Szczupak     | NN                        |                                       |
| Szerszeń     | Zbigniew Singer           | podchor.                              |
| Szyszka      | Jan Morawski              |                                       |
| Tadek        | Tadeusz Hankiewicz        |                                       |
| Tojo         | Tadeusz Wagienko          |                                       |
| Tomek II     | Gerhard Masierek          | kpr.                                  |
| Tur          | NN                        |                                       |
| Tygrys       | NN                        |                                       |
| Tygrysek     | Stanisław Jakóbczyk       |                                       |
| Turek        | Artur Brodzki             |                                       |
| Tyka         | Jerzy Bukowski            |                                       |
| Trzaska      | Juliusz Rychter           |                                       |
| Wacław       | Wacław Furmańczyk         | ppor.                                 |
| Walek        | Bohdan Borowski           |                                       |
| Wicherek     | Marian Kubiak             |                                       |
| Wierzba      | Bolesław Oślisłok         | kpr.                                  |
| Wilk         | NN                        |                                       |
| Wir          | Zygmunt Stelmach          | sierż.                                |
| Włodek       | Włodzimierz Sabek         | ppor.                                 |
| Wodzik       | NN                        | kpr.                                  |
| Wojtek       | Wojciech Kaczyński        |                                       |
| Wróbel       | Marian Justyna            |                                       |
| Wrzos        | Józef Zenko               |                                       |
| Wujcio       | Jan Kocemba               | oraz jego syn Stanisław, ps. „Mały”   |
| Zemsta       | Zygmunt Łukasik           |                                       |
| Znicz        | Kazimierz Zajdel          |                                       |
| Żenia        | Eugeniusz Gołowin         |                                       |
| Żuraw        | Kazimierz Zajdel          |                                       |

## „Kocembówka”
W Sobieniu, w oddaleniu od głównych zabudowań wiejskich, znajdowało się gospodarstwo rodzinne jednego z partyzantów oddziału „Henryka” – Jana Kocemby, ps. „Wujek”, „Wujcio”. Ze względu na swoje położenie ta placówka była częstym miejscem kwaterowania oddziału. Pełniła też ona rolę swoistego „szpitala”, w którym dochodzili do zdrowia ranni partyzanci. Nieopodal, w gęstym młodniaku, zbudowano nawet schron, w którym chowali się ranni na czas niemieckiej obławy. Od nazwiska gospodarza tę placówkę nazwano „Kocembówką”. Po zakończeniu działań wojennych w Kocembówce wielokrotnie odbywały się spotkania dawnych towarzyszy broni, w których uczestniczył również sam Henryk Furmańczyk.

## Upamiętnienie
W lipcu 1989 roku została uroczyście odsłonięta tablica ku czci partyzantów z oddziału lotniczego „Henryka” wchodzącego w skład 25. Pułku Piechoty Armii Krajowej. Z treści tablicy wynika, że jej fundatorem był kapitan Henryk Furmańczyk i partyzanci. Oprócz tekstu widnieje na niej również stylizowany wizerunek orła z wieńcem laurowym w dziobie – symbol pilotów wojskowych. Tablica jest przymocowana do ściany frontowej kolegiaty św. Bartłomieja w Opocznie.
W Sobieniu obok drogi do „Kocembówki” znajduje się wzniesiony w latach 60. XX w. pomnik upamiętniający oddział „Henryka”. Ma on formę metalowego krzyża osadzonego w kamiennej podstawie. Na kamiennej tablicy znajduje się napis „Partyzancki Oddział Lotniczy Henryk A.K. 1944–1945”. Wyżej na krzyżu umieszczono wizerunek odznaki oddziału lotniczego „Henryk”.
W lecie 1991 r. podczas zjazdu żołnierzy Lotniczego Oddziału Partyzanckiego „Henryka” w Opocznie i Januszewicach w czasie Mszy Świętej został poświęcony ufundowany przez żołnierzy proporczyk tego oddziału.

## Galeria zdjęć

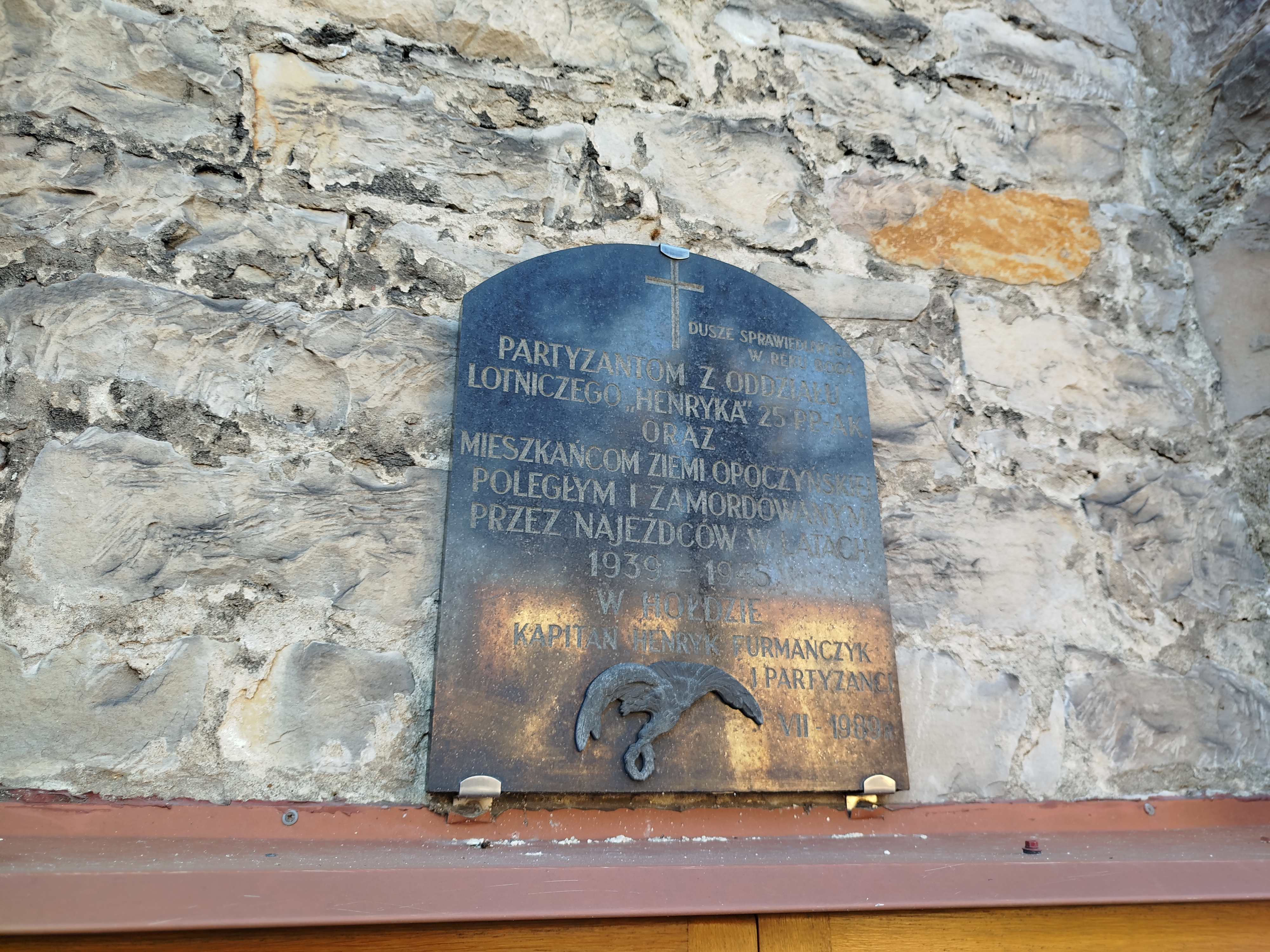
Tablica ku czci partyzantów z oddziału AK „Henryk”
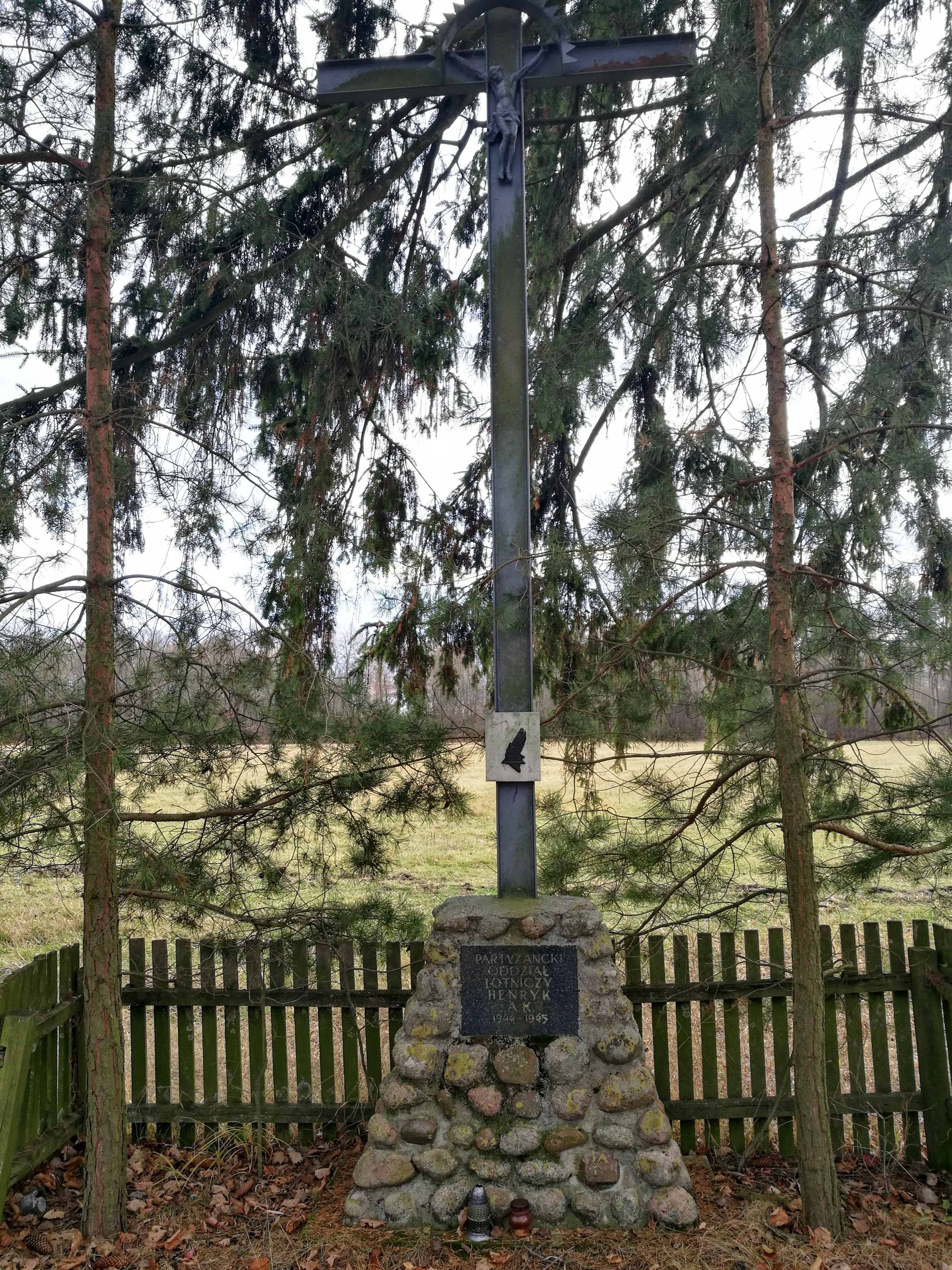
Krzyż OP AK Henryk w Sobieniu
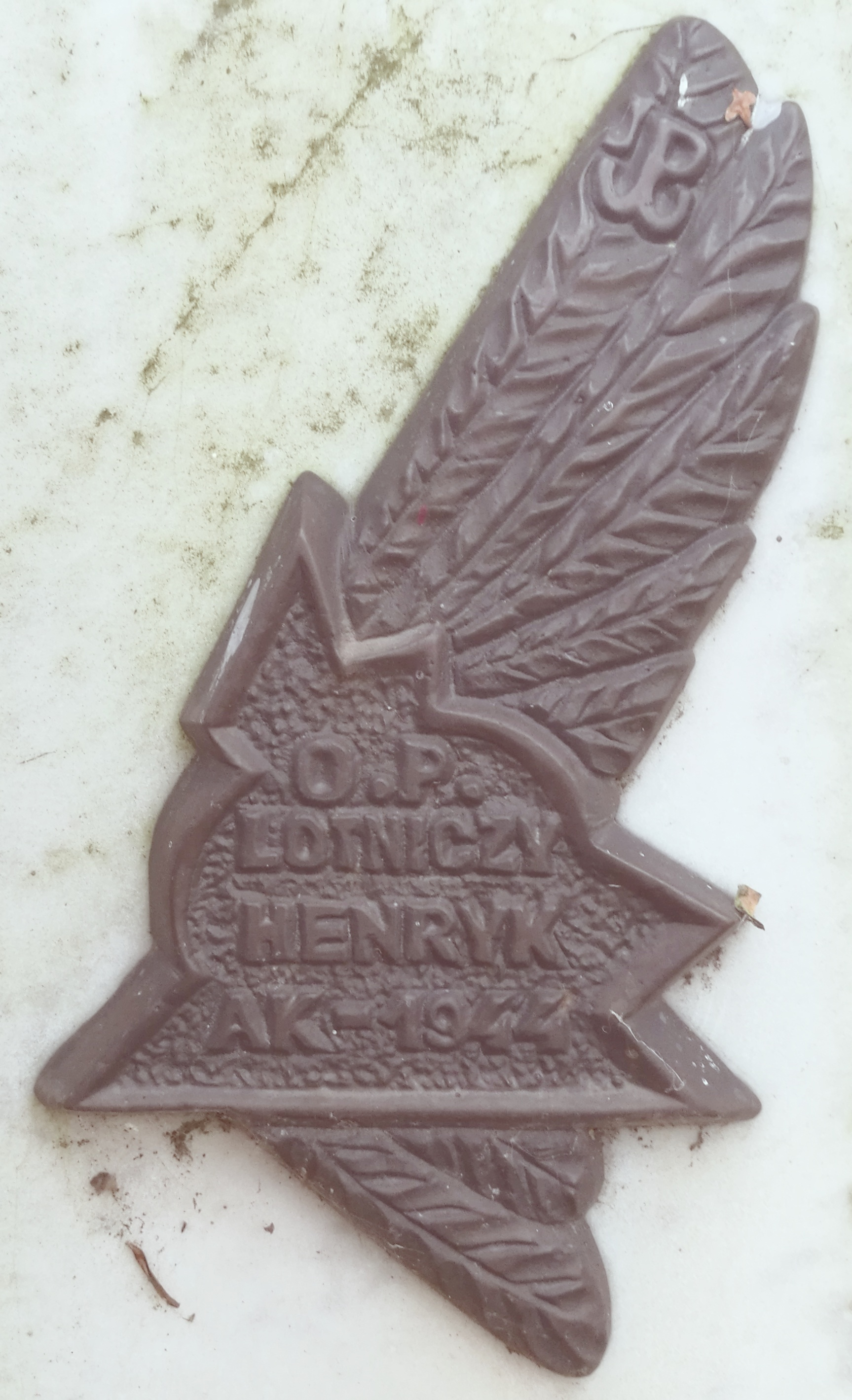
Krzyż OP AK Henryk w Sobieniu - detal
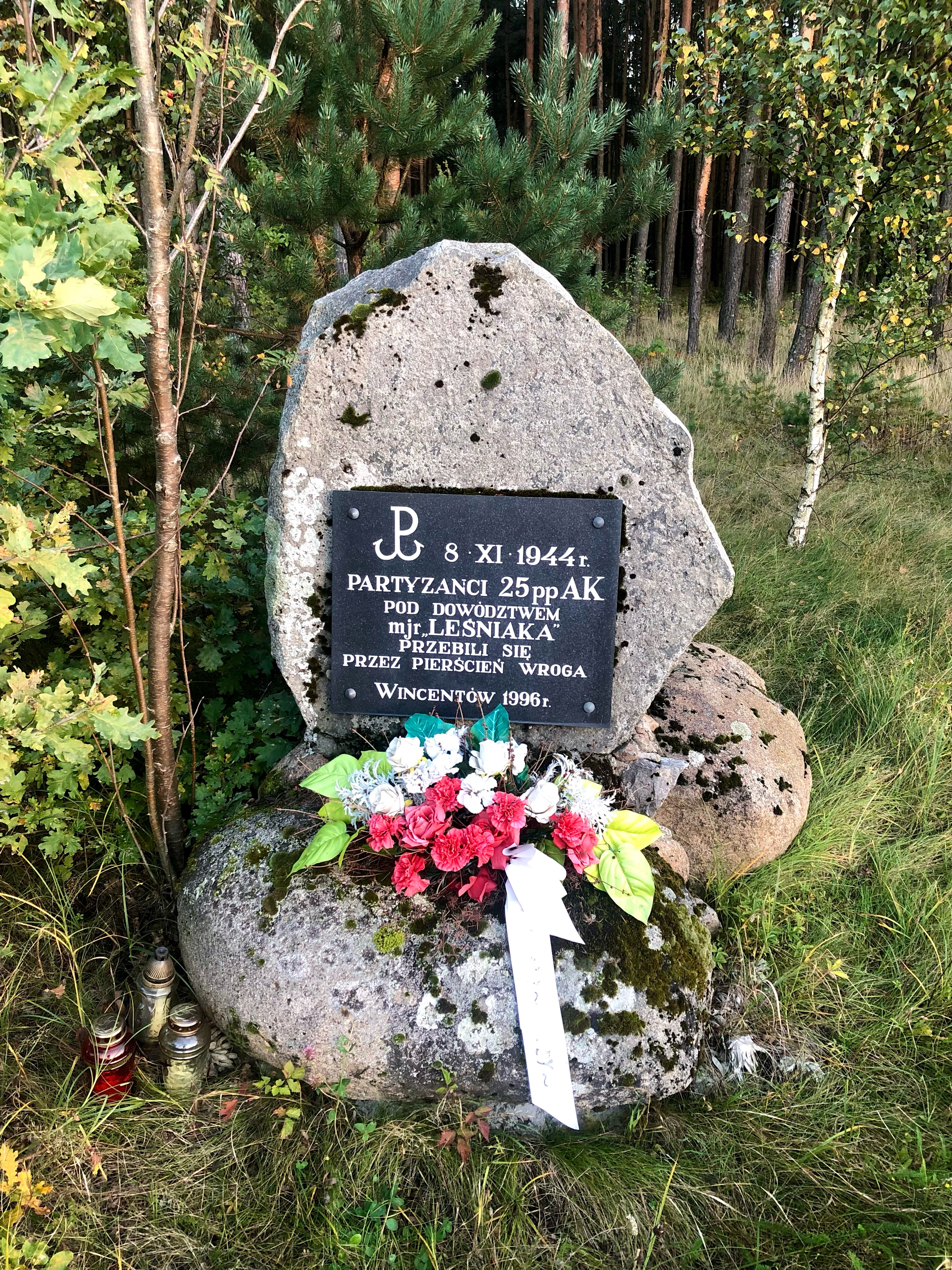
Tablica pamiątkowa pod Wincentowem